# Roland Hagenbüchle
Roland Hagenbüchle (* 13. Oktober 1932 in Frauenfeld; † 14. Januar 2008) war ein Schweizer Amerikanist und Kulturphilosoph. 

## Studium, Lehre und Forschung
Hagenbüchle studierte zunächst Architektur an der ETH Zürich und absolvierte ein zweijähriges Praktikum in Basel, danach Linguistik, Anglistik und Germanistik an der Universität Zürich. Nach Studienaufenthalte in Cambridge (GB) und Nancy erfolgte 1964 in Zürich die Promotion; danach war Hagenbüchle doctoral fellow der Universität Yale. 1974 erfolgte die Habilitation in Zürich. 
Nach Gastdozenturen in Bern, Göttingen und am John-F.-Kennedy-Institut für Nordamerikastudien der Freien Universität Berlin wurde er 1975 auf eine Professur an der eben erst eröffneten Bergischen Universität Wuppertal berufen. 1980 erhielt Hagenbüchle gleichzeitig zwei Rufe an die Universität Marburg und an die Katholische Universität Eichstätt. Hagenbüchle war von 1980 bis 1996 Lehrstuhlinhaber für Amerikanistik an der Katholischen Universität Eichstätt-Ingolstadt. 
Roland Hagenbüchle galt als renommierter Interpret der Werke der amerikanischen Dichterin Emily Dickinson. Nach der Pensionierung 1996 verlegte Hagenbüchle seinen Forschungsinteresse auf den weiteren Bereich der Kulturphilosophie, speziell auf die Interkulturalität, das problematische Verhältnis unter den verschiedenen Kulturen und der Kritik des abendländischen Denkens.

## Auszeichnungen
- 2004: Distinguished Service Award der Emily Dickinson International Society[1]
- 2008: Scholar in Amherst Award der Emily Dickinson International Society[2]

## Publikationen (Auswahl)
- Sündenfall und Wahlfreiheit in Miltons „Paradise Lost“. Versuch einer Interpretation (= Schweizer Anglistische Arbeiten. Band 59 [fälschlich als Band 58 bezeichnet]). Francke, Bern 1967 (zugleich: Dissertation, Universität Zürich, 1964).
- Precision and Indeterminacy in the Poetry of Emily Dickinson. In: Emerson Society Quarterly. Bd. 20 (1974), H. 1, S. 33–56.
- Emily Dickinson. Wagnis der Selbstbegegnung. Stauffenburg, Tübingen 1988, ISBN 3-923721-14-5.
- hrsg. mit Gudrun Grabher, Cristanne Miller: The Emily Dickinson Handbook. University of Massachusetts Press, Amherst 1998.
- Paul Geyer und Roland Hagenbüchel (Hrsg.): Das Paradox. Eine Herausforderung des abendländischen Denkens (= Stauffenburg-Colloquium. Band 21). Stauffenburg, Tübingen 1992, ISBN 3-923721-78-1.
- Geschichte und Vorgeschichte der modernen Subjektivität (PDF; 205 kB). In: Reto Luzius Fetz, Roland Hagenbüchle, Peter Schulz (Hrsg.): Geschichte und Vorgeschichte der modernen Subjektivität. Walter de Gruyter, Berlin [u. a.] 1998, ISBN 3-11-014938-9.
- Von der Multi-Kulturalität zur Inter-Kulturalität (PDF; 470 kB). Königshausen & Neumann, Würzburg 2002, ISBN 3-8260-2264-5.
- Kultur im Wandel oder Die Provokation des Vulgären. Königshausen & Neumann, Würzburg 2005, ISBN 3-8260-3166-0.